# Hans Venneker
Hans Venneker (Rotterdam, 5 maart 1945) is een Nederlands voormalig voetballer die onder andere uitkwam voor Feijenoord, N.E.C. en Sparta.
Venneker speelde oorspronkelijk voor de amateurclub Spartaan '20. In de jeugd van Feijenoord was hij doelverdediger, maar hij brak uiteindelijk door als spits. Van 1964 tot 1967 speelde hij in het eerste elftal van de Rotterdamse club. In 33 competitiewedstrijden scoorde hij 26 doelpunten. Op 29 november 1964 maakte hij in de met 9–4 gewonnen wedstrijd tegen Ajax als eerste speler ooit vijf doelpunten in De Klassieker. In 1965 was hij verantwoordelijk voor een belangrijke gelijkmaker in de uiteindelijk gewonnen Europese wedstrijd tegen Real Madrid.

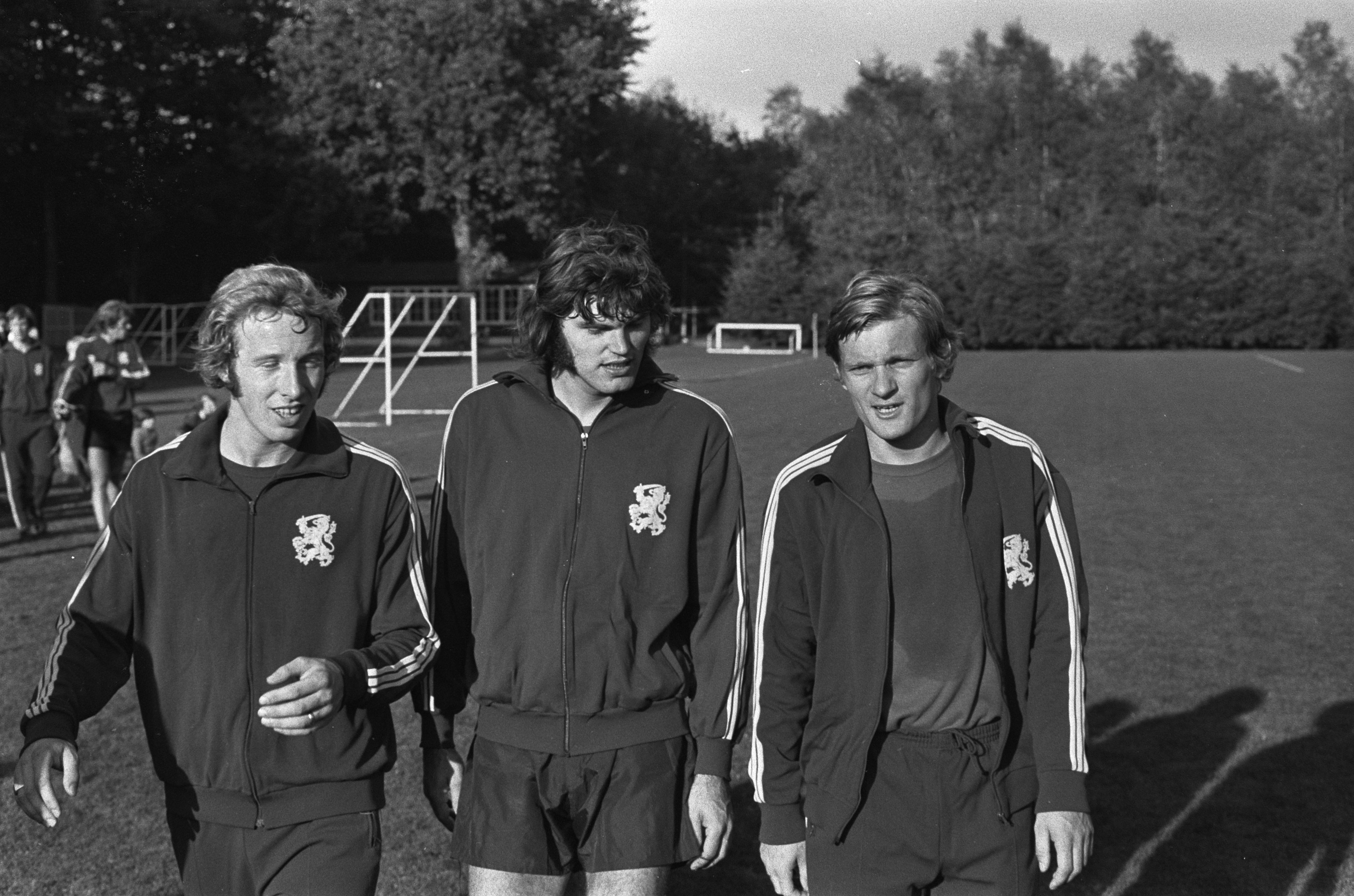
Jeuring, Hulshoff en Venneker.

In 1967 verkaste hij naar N.E.C., waar hij in zijn eerste seizoen clubtopscorer werd met negentien doelpunten. In 1968 werd hij vervolgens ingelijfd door Sparta dat op dat moment door trainer Wiel Coerver geleid werd. Coerver maakte van Venneker een rechtsback. Op die positie speelde hij in 1971 en 1972 vier interlands voor het Nederlands elftal. In 1975 verliet hij Sparta, na 228 competitiewedstrijden en 57 doelpunten.
Venneker tekende een contract als speler/trainer bij het Franse AS Montferrand op het derde niveau, waar hij de opvolger werd van de Nederlander Klaas Nuninga. Na twee jaar keerde hij terug naar Nederland en opende hij een sportzaak in Hellevoetsluis. Hij nam rond 1980 deel aan de Mini-voetbalshow voor het team Rotterdam Ahoy'. Korte tijd was hij nog trainer van Al-Khaleej uit Saihat in Saoedi-Arabië.

Naast zijn voetbalcarrière schreef Venneker jarenlang een wekelijkse bijdrage voor de krant Het Vrije Volk.